# Jenga
Jenga es un juego de habilidad física creado por la diseñadora y autora británica de juegos de mesa Leslie Scott y actualmente comercializado por Hasbro. Los jugadores se turnan para quitar un bloque a la vez de una torre construida con 54 bloques. Cada bloque eliminado se coloca en la parte superior de la torre, creando una estructura progresivamente más inestable.

## Reglas
Jenga se juega con 54 bloques de madera. Cada bloque es tres veces más largo que ancho y una quinta parte del grosor de su longitud (1,5 cm × 2,5 cm × 7,5 cm, o 0,59 × 0,98  × 2,95 pulgadas). Los bloques tienen variaciones pequeñas y aleatorias de estas dimensiones para crear imperfecciones en el proceso de apilamiento y hacer que el juego sea más desafiante. Para configurar el juego, la bandeja de carga incluida se usa para apilar la torre inicial que tiene dieciocho niveles de tres bloques colocados uno al lado del otro a lo largo de su lado largo y en ángulo recto con el nivel anterior (así, por ejemplo, si los bloques del primer nivel se encuentran a lo largo de norte a sur, los bloques del segundo nivel estarán de este a oeste). 
Una vez que se construye la torre, la persona que construyó la torre tiene el primer paso. Moverse en Jenga consiste en tomar 1 solo bloque de cualquier nivel de la torre, con excepción del último piso de la torre, y colocarlo en el nivel superior para completarlo. Solo se debe usar una mano a la vez cuando se toman bloques de la torre. Los bloques se pueden golpear para encontrar un bloque suelto dentro de la torre. Cualquier bloque que se mueva fuera de lugar debe devolverse a su ubicación original antes de quitar otro bloque. El turno termina cuando la siguiente persona en moverse toca la torre o después de diez segundos, lo que ocurra primero.
El juego termina cuando la torre cae, o si cualquier pieza cae de la torre que no sea la pieza que está siendo derribada para moverse a la cima. El ganador es la última persona en eliminar y colocar un bloque con éxito.

## Orígenes

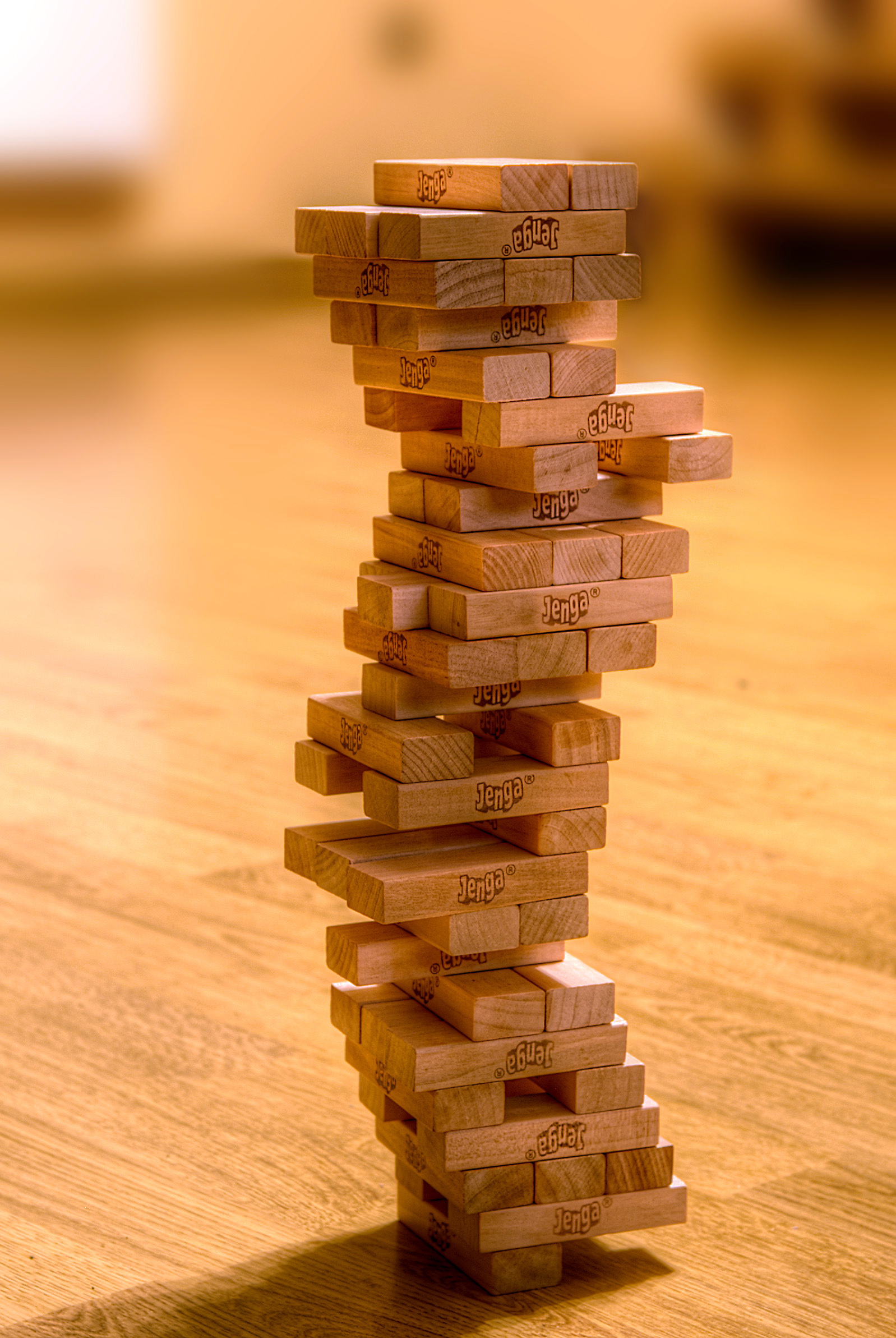
Una torre de jenga.

Jenga fue creada por Leslie Scott, la cofundadora de Oxford Games Ltd, basado en un juego que evolucionó dentro de su familia a principios de la década de 1970 utilizando bloques de madera para niños que la familia compró en un aserradero en Takoradi, Ghana. El nombre jenga se deriva de kujenga, una palabra suajili que significa "construir". Ciudadana británica, Scott nació en Tanganica, donde se crio hablando Inglés y suajili, antes de trasladarse a vivir en Ghana, África Occidental. Scott lanzó el juego que nombró y registró como "Jenga" en la Feria del Juguete de Londres en enero de 1983 y lo vendió a través de su propia empresa, Leslie Scott Associates. Los bloques de los primeros juegos de Jenga fueron fabricados para Scott por Camphill Village Trust en Botton, Yorkshire. El Museo de la Infancia V&A ha exhibido uno de los conjuntos originales de Jenga desde 1982.
En 1984, Robert Grebler, un emprendedor de California que era hermano de un amigo cercano de Scott, la contactó y le expresó interés en importar y distribuir Jenga en Canadá. En abril de 1985, Grebler adquirió de Scott los derechos exclusivos de Jenga para Estados Unidos y Canadá, y luego, en octubre de ese año, Scott asignó los derechos mundiales de Jenga a Grebler, que a su vez asignó a Pokonobe Associates. Convencido del potencial de Jenga, Grebler había invitado a dos primos a formar Pokonobe Associates con él en 1985 para aumentar la distribución de Jenga. Pokonobe luego otorgó la licencia a Irwin Toy para vender Jenga en Canadá y ser licenciatario principal en todo el mundo. Irwin Toy otorgó la licencia de Jenga a Schaper en los Estados Unidos y cuando Hasbro compró esa empresa, Jenga se lanzó bajo la bandera de Milton Bradley en 1987. Finalmente, Hasbro se convirtió en licenciatario en la mayoría de los países del mundo.
A finales de 2017, según Pokonobe Associates, propietarios de la marca Jenga, se han vendido más de 80 millones de juegos Jenga, equivalentes a más de 4,3 mil millones de bloques Jenga, en todo el mundo.

## Torre más alta

Colapso de una torre de jenga.

La copia de envasado de una edición de las reivindicaciones juego de Jenga que Robert Grebler pudo haber construido la torre de Jenga más alta jamás en 40⅔ niveles. Grebler construyó la torre en 1985 mientras jugaba con un set original de Jenga producido por Leslie Scott a principios de la década de 1980.

## Variantes oficiales
Throw 'n Go Jenga es una variante originalmente comercializada por Hasbro. Consiste en bloques de varios colores más un dado de seis caras. Actualmente es comercializado por Art's Ideas.
Uno Stacko es Jenga con reglas de Uno. En este juego, los bloques son de color verde, rojo, amarillo y azul, numerados del 0 al 9, y hay algunos bloques de acción. Cada jugador saca un bloque con el color o el número del bloque previamente apilado. Cuando un jugador apila un bloque inverso, la dirección del juego se invierte. Cuando un jugador apila un bloque de salto, el siguiente jugador no tira un bloque. Cuando un jugador apila un bloque Draw Two, el siguiente jugador apila dos bloques. Cuando un jugador apila un bloque comodín, el jugador puede elegir qué color tiene que apilar el siguiente jugador.
Jenga Truth or Dare era una variación adulta de Jenga también comercializada por Hasbro. Esta versión parecía Jenga normal, excepto que había tres colores de bloques en lugar del color natural de Jenga. 
Jenga Xtreme usó bloques en forma de paralelogramo que podrían crear algunas torres inclinadas interesantes.
Casino Jenga: Las Vegas Edition empleó un juego estilo ruleta, con un tablero de fieltro, fichas de apuesta y reglas adicionales.
Además, ha habido una serie de juegos Jenga de edición de coleccionista, con los colores y logotipos de los Boston Red Sox, Las Vegas Raiders, New York Yankees y John Deere, entre otros. Fortnite Jenga, Hello Kitty Jenga, Transformers Jenga, Tarzan Jenga, Tim Burton's The Nightmare Before Christmas Jenga, Donkey Kong Jenga, Bob's Burgers Jenga, National Parks Jenga, Jenga Ocean, The Walking Dead Jenga y Super Mario Jenga son algunos de las variaciones con licencia de Jenga.

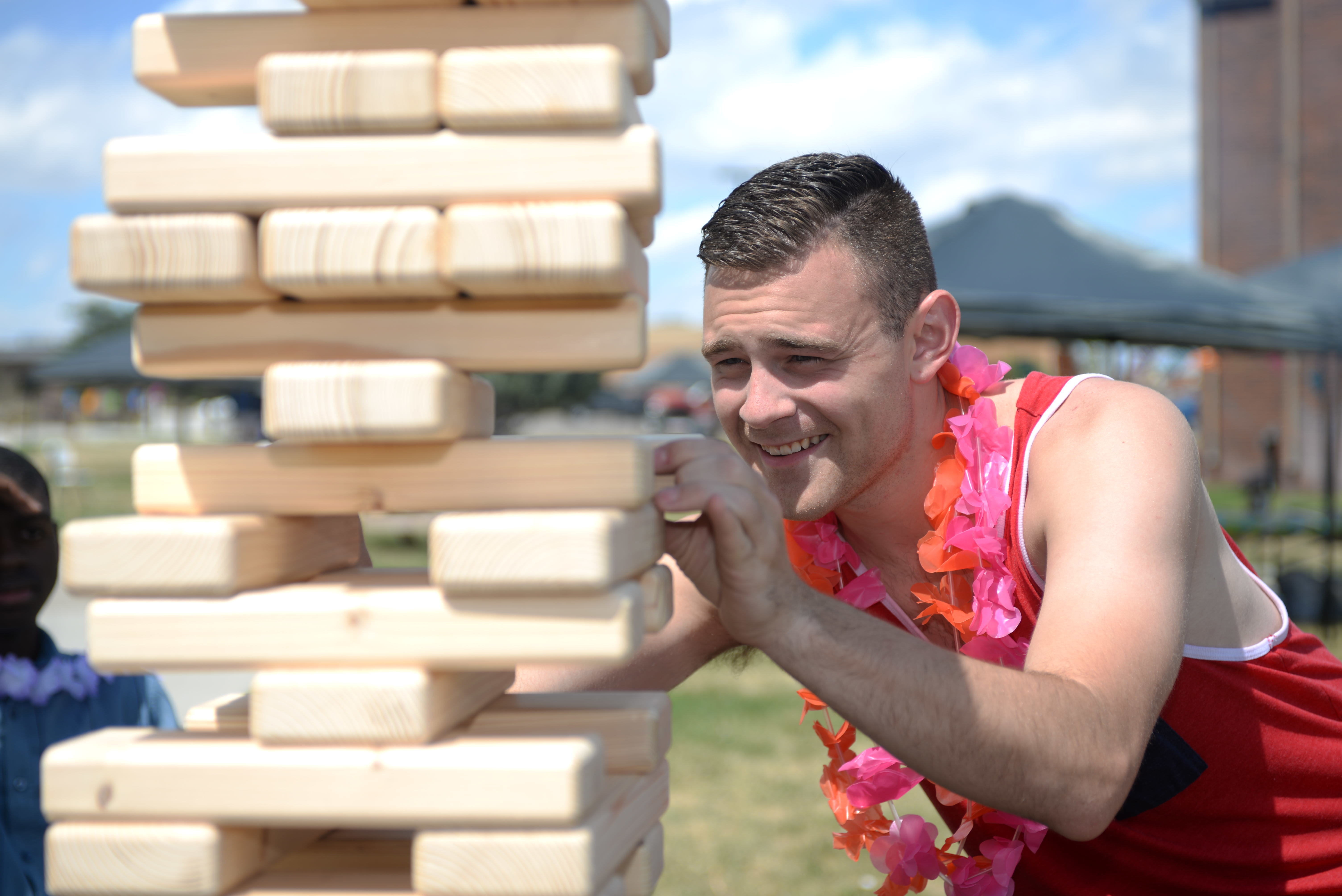
Un soldado de los Estados Unidos juega un Jenga casero de tamaño humano.

Jenga XXL y Jenga Giant son juegos gigantes de Jenga con licencia fabricados y distribuidos por Art's Ideas. Hay variaciones de Jenga Giant que pueden alcanzar los 5 pies (150 cm) o más en juego, con reglas muy similares. Jenga XXL comienza a más de 4 pies (1,2 m) de altura y puede alcanzar 8 pies (2,4 m) o más en juego. Las reglas son las mismas que en el Jenga clásico, excepto que los jugadores pueden usar las dos manos para mover los bloques de dieciocho pulgadas de largo.
Jenga Pass Challenge incluye una plataforma portátil en la que se juega el juego. Los jugadores quitan un bloque mientras sostienen la plataforma, luego pasan la plataforma al siguiente jugador. Esta variante incluye solo la mitad del número de bloques, 27, lo que significa que la torre comienza a nueve niveles de altura en lugar de dieciocho.

## Videojuegos
Jenga World Tour para Nintendo Wii y DS fue lanzado por Atari, el 7 de diciembre de 2007. Una versión del juego Jenga para el Nintendo Wii de Electronic Arts era parte de la oferta de Hasbro Family Game Night 2.
Existe una versión de iOS, lanzada a finales de 2010 por NaturalMotion Games. NaturalMotion también ha lanzado versiones para teléfonos Android y computadoras Mac.